# Сюрзи (деревня)
Сюрзи — деревня в Кезском районе Удмуртской республики.

## География
Находится в северо-восточной части Удмуртии на расстоянии приблизительно 7 км на юго-восток по прямой от районного центра поселка Кез.

## История
Известна с 1873 году как починок Сюрзинский с 7 дворами. В 1905 году учтен 21 двор, в 1924 (уже деревня) — 40. До 2021 года входила в состав Сюрзинского сельского поселения.

## Население
Постоянное население составляло 69 человек (1873), 248 (1905), 341 (1924), 27 человек в 2002 году (удмурты 89 %), 31 в 2012.